# Округ Нобл (Охајо)
Нобл (енгл. Noble County) је округ у америчкој савезној држави Охајо.

## Демографија
По попису из 2010. године број становника је 14.645, што је 587 (4,2%) становника више него 2000. године.
| Група             | 2000.          | 2010.          |
| Белци             | 12.959 (92,2%) | 14.036 (95,8%) |
| Афроамериканци    | 940 (6,7%)     | 368 (2,5%)     |
| Азијати           | 13 (0,1%)      | 20 (0,1%)      |
| Хиспаноамериканци | 60 (0,4%)      | 52 (0,4%)      |
| Укупно            | 14.058         | 14.645         |